# Протести в Перу (2020)
Протести в Перу (2020 року) — серія демонстрацій, які спалахнули з 9 листопада 2020 року, після відставки президент Мартіна Віскарри. Наймасштабніші протест в Перу за останні два десятиліття, організовані за допомогою соціальних мереж.
Багато перуанців вважають повалення президент Мартіна Віскарри переворотом.. Цю точку зору підтримали багато політологів і ЗМІ Перу. Протест відбулися у кількох містах, з метою показати обурення населення через відставку минулого президента і скасувати інавгурацію Мануеля Меріно..

## Огляд

### Предисторія
Мартін Віскарра був обраний віце-президентом Перу на виборах 2016 року. У 2018 році він прийняв присягу в якості президента Перу у зв'язку з відставкою Президента Педра Кучинського. Після прийняття присяги Мартін Віскарра заявив «з нас вистачить» і поклявся боротися з корупцією на посаді президента.

#### Опозиція конгресу
Протягом усього президентського терміну Мартін Віскарра конфліктував з опозицією в особі конгресу Перу. Конгрес Перу продовжував затримувати реформи Мартіна Вісскари, а пізніше був розпущений Мартіном. Президент пояснив, що причиною була загроза демократії Перу.
Нові вибори членів конгресу Перу відбулися 26 січня 2020 року. Аналітики Дієго Перейра і Люсіла Барбейто з JPMorgan Chase & Co описали новий конгрес як «ще більш ворожий уряду (Віскарри), ніж попередній», у той же час Americas Quarterly писали, що чотири основні праві партії Конгресу побоюються антикорупційних заходів Віскарри щодо фінансування передвиборчих компаній, політичної прозорості, участі засуджених в управлінні державою.
Оскільки економіка Перу занепала через пандемію COVID-19 в Перу, Віскарра зіткнувся зі зростаючим політичним тиском з боку нещодавно обраного конгресу, більшість якого складали противники Віскарри. На чолі конгресу був Мануель Меріно. 5 липня 2020 року Віскарра запропонував провести референдум про зняття парламентської недоторканності в 2021 році. Конгрес швидко відреагував і тієї ж ночі зібрався, щоб прийняти свій законопроєкт про недоторканність, в якому крім усього іншого говорилося про зняття недоторканності з Президента, членів Конституційного суду і уповноваженого з прав людини.

#### Наслідки
Жорстка реакція влади Перу була засуджена міжнародними правозахисними організаціями, в тому числі ООН та «Amnesty International».
За рішенням конгресу, Мартіна Віскарра було усунено з посади президента, а його місце зайняв Мануель Меріно. Після повідомлень про вбивства учасників протесту, більшість міністрів уряду Меріно подали у відставку, наступного дня сам Меріно пішов у відставку. Він був президентом Перу протягом 5 днів. 16 листопада конгрес Перу обрав президентом Франсіско Саґасті.